# Tilia tomentosa
Tilia tomentosa és una espècie d'arbre de la família de les Malvàcies, originari dels boscos dels Balcans, Hongria i sud-oest de Rússia.

## Descripció
És un arbre caducifoli i vigorós, amb exemplars de fins a 30 m d'alçada. Amb un creixement més ràpid que el d'altres espècies de til·lers. Té un port piramidal i escorça llisa, blanquinosa. Posseeix branques erectes i petites branques pubescents. Les fulles són arrodonides, poc acuminades, cordiformes, les quals fan de 5 a 12,5 cm de longitud, amb una amplada semblant. Marge amb freqüència amb petits lòbuls a la vegada que dents dobles i afilades. El limbe és verd obscur i lleugerament pubescent a l'anvers i tomentós-platejat al revers. Fa unes flors blanques o groguenques que desprenen una peculiar fragància, disposades en cimes de 5-10 flors. Bràctees florals pubescents i llargues. La floració es produeix a finals de juny i principis de juliol. Els fruits són ovoides, pubescents i en forma de càpsula.

## Usos
Moltes són les virtuts del til·ler, algunes tan conegudes com la propietat sedant de la infusió de flors i bràctees.
Es cultiva com a planta ornamental. El cultiu és estès, donat el seu creixement més ràpid que altres til·lers. Sembrat per llavors, que requereixen d'estratificació o bé per empelts en un platyphyllos.

## Taxonomia
Tilia tomentosa va ser descrita per Conrad Moench i publicada a Verzeichniss auslädndischer Bäume und Stauden des Luftschlosses Weissenstein 137, l'any 1785.

### Etimologia
- Tilia: nom genèric que deriva de la paraula grega: ptilon (= ala), per la característica de les bràctees que facilita la propagació del fruit pel vent.
- tomentosa: epítet llatí que significa "peluda".[3]

### Sinonímia
- Lindnera alba Fuss
- Tilia argentea DC.
- Tilia petiolaris DC.
- Tilia tomentosa subsp. petiolaris Soó[4]